# Olinda
Olinda je brazilské město ve spolkovém státě Pernambuco. Rozkládá se na pobřeží Atlantského oceánu, 8 km severně od města Recife, jehož metropolitní oblasti je součástí.Historické centrum města s mnoha zachovalými budovami portugalské koloniální architektury je od roku 1982 zapsáno na seznamu světového kulturního dědictví UNESCO. V roce 2015 zde žilo více než 380 tisíc osob.

## Historie
Město bylo založeno 15. března 1535 Portugalcem Duartem Coelho Pereirou a bylo hlavním městem kapitanátu Pernambuco. Koncem 16. století se Olinda stala centrem výroby třtinového cukru v Brazílii. Bohatství plynoucí z cukrovarského průmyslu bylo příčinou invaze Nizozemců, kteří ovládli město a jeho okolí v roce 1630. O rok později město vyhořelo a bylo opuštěno. Portugalci se vrátili roku 1654 a začali s rekonstrukcí města. Blízké město Recife však mezitím nabylo na významnosti a Olinda již nenabyla zpět svého dominantního postavení. V historické části města se nachází mnoho klášterů, kostelů a dalších sakrárních staveb.

## Fotogalerie

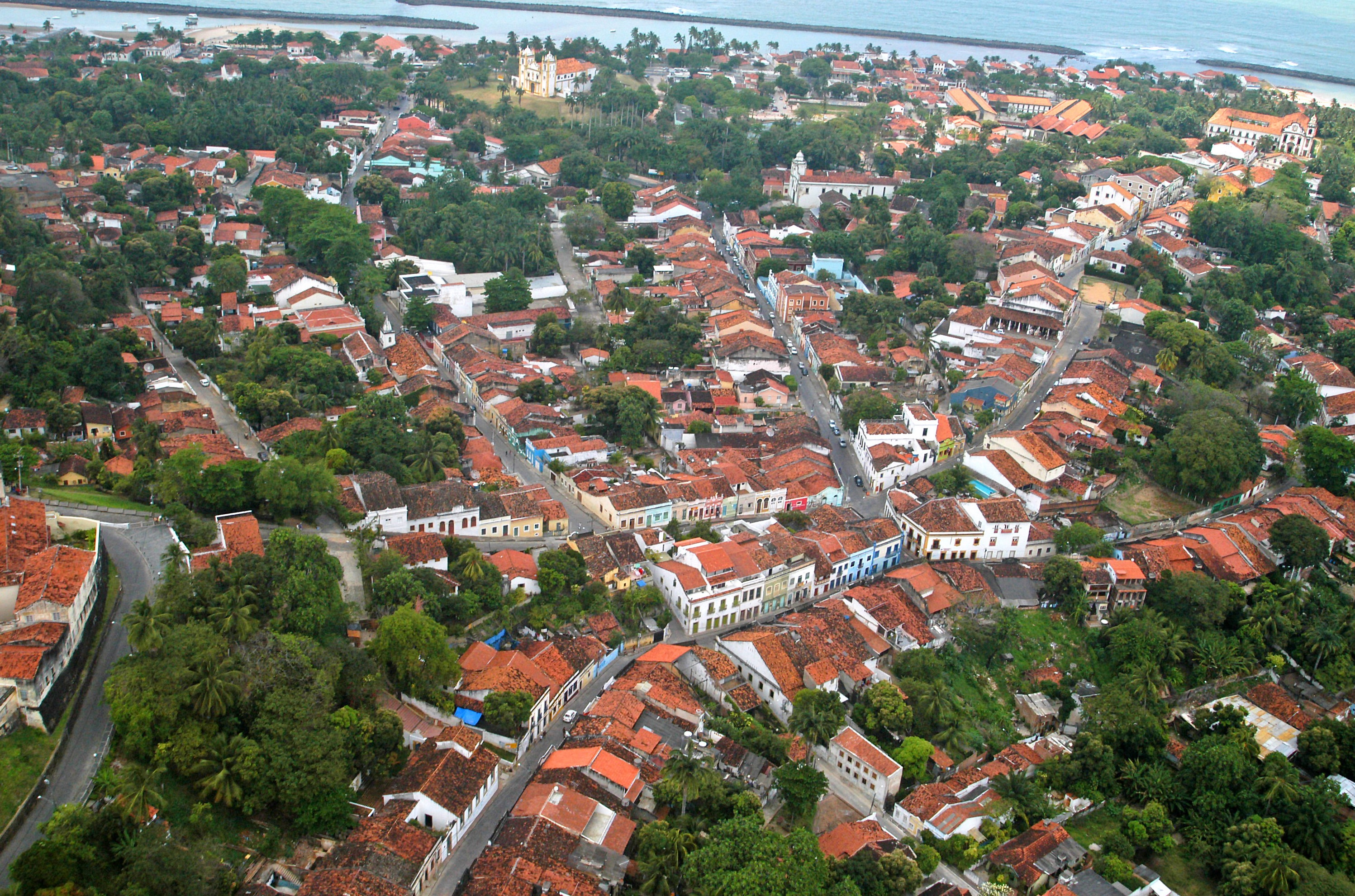
letecký snímek historického centra
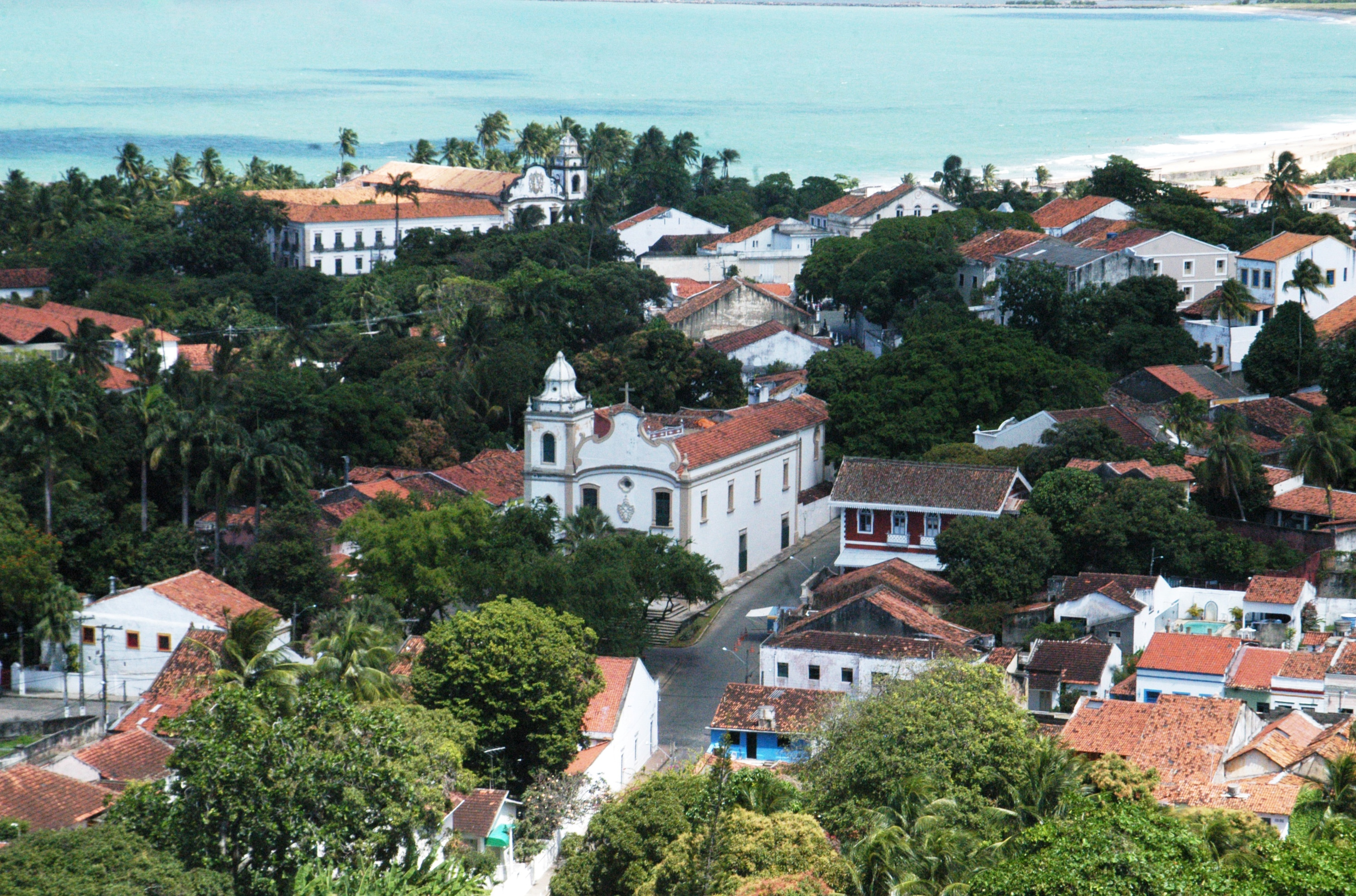
historické centrum
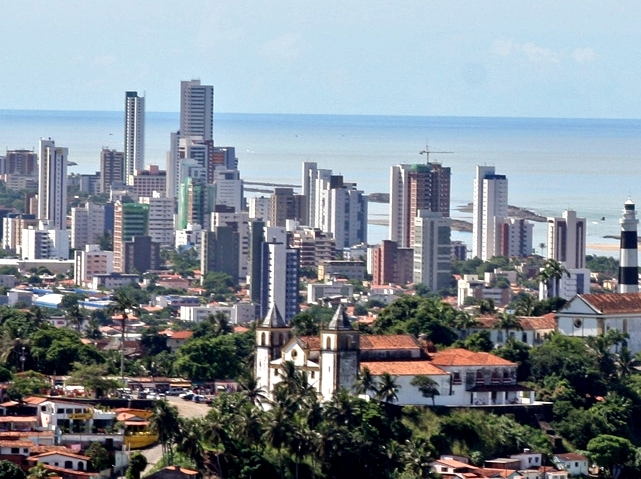
novodobá zástavba